# Leomelicharia pulchra
Leomelicharia pulchra är en insektsart som beskrevs av Frederick Arthur Godfrey Muir 1917. Leomelicharia pulchra ingår i släktet Leomelicharia och familjen Derbidae. Inga underarter finns listade i Catalogue of Life.